# Petra Leão
Petra Leão Ramos de Andrade (São Paulo, 14 de maio de 1980) é uma roteirista, redatora e cosplayer brasileira. Colaborou em roteiros de histórias em quadrinhos em estilo mangá relacionadas ao universo de Tormenta, como Holy Avenger. Atua desde 2008 na Mauricio de Sousa Produções, onde escreveu roteiros de Turma da Mônica Jovem, Tina e Chico Bento Moço.
Trabalhou também como redatora em revistas voltadas a RPGs e animes, incluindo Dragão Brasil e Anime EX.
Recebeu o Prêmio Angelo Agostini, na categoria roteirista, em 2013.

## Quadrinhos
Formada em educação artística pela Fundação Armando Alvares Penteado (FAAP), Petra Leão iniciou sua carreira no mercado editorial em 2000, criando roteiros do personagem Capitão Ninja para os três números da revista Dragão Games. Ainda na editora Talismã escreveu três edições especiais do universo de Holy Avenger; dos personagens Sandro e Niele em parceria com Fran Briggs, e o da personagem Petra Tpish. Também em parceria com Fran Briggs escreveu Dado Selvagem, mini-série interrompida com a mudança de direção da revista Dragão Brasil.
Publicou nos EUA a continuação da mini-sérieVictory, tornando-se a primeira roteirista feminina brasileira a publicar quadrinhos nos Estados Unidos.
A parceira com Fran Briggs continuou no 1º número da minissérie Mercenário$, que também não teve continuidade com a mudança de direção da editora quando Marcelo Cassaro (com quem mais tarde faria parceria na revista Turma da Mônica Jovem), Rogério Saladino e JM Trevisan pediram demissão da editora.
Em 2004 participou do fanzine Orbital, em parceria com Elza Keiko, que se tornaria editora da linha da mangás da Panini. Ministrou aulas de roteiro de quadrinhos na escola Animangá e deu palestras relacionadas a roteiro em São Paulo, Brasília e Londrina. Em 2005 colaborou com matérias e histórias em quadrinhos para a revista especial do Anime Friends, distribuída no evento daquele ano.
Após um hiato de alguns anos trabalhando com revistas informativas e em outras áreas, voltou a atuar nos quadrinhos em 2008, quando passou a trabalhar na Mauricio de Sousa Produções, fazendo roteiros para a revista Turma da Mônica Jovem. A partir do nº 9, fixou-se como roteirista oficial.[carece de fontes?] Em 2016 publicou uma tirinha na Turma da Mônica Jovem #94 onde os amigos da Mônica opinam sobre seu aparelho dentário e ela responde "meu corpo, minhas regras". Olavo de Carvalho compartilhou a tira em seu Facebook, e Petra passou a sofrer ataques online.
Em 2012, ao lado de Marcelo Cassaro, produziu uma história uma história sobre o casamento de Mônica e do Cebolinha para o álbum Ouro da Casa e assina a edição da Turma da Mônica Jovem que apresenta um crossover com Safiri, Kimba, o leão branco e Astro Boy, personagens de Osamu Tezuka, ainda em 2012, publicou no Almanaque Ação Magazine, Assombrado, roteirizado por ela e ilustrado por Roberta Pares. Em 2014, escreve histórias da Tina em uma revista própria.
Em 2018, é publicado um outro crossover com Astroboy com a Turma da Mônica Jovem. Atualmente, também roteiriza histórias da revista Chico Bento Moço e  Turma da Mônica Geração 12, ilustrado por Roberta Pares.

## Redação
Colaborou com a revista Dragão Brasil, assinando as adaptações e matérias de Cowboy Bebop, Harry Potter e Senhor dos Anéis. Entre 2000 e 2005 colaborou regularmente com a revista Anime EX (revista informativa de animes), editada por Sérgio Peixoto Silva. Em 2006 tornou-se colaboradora fixa da revista Anime Invaders (depois chamada Animation Invaders), da Editora Europa, onde ficou até início de 2008, quando a revista foi descontinuada.

## Cosplay
Petra faz parte da geração pioneira de cosplayers brasileiros, hobby que iniciou antes de se tornar roteirista profissional. Fez seu primeiro cosplay aos 17 anos, representando o personagem Yusuke Urameshi de Yuyu Hakusho. Em parceria com Alessandra Fernandes, participou de todas as edições brasileiras do World Cosplay Summit, desde 2006 (até então, a única dupla a participar de todas as edições nacionais do evento e com a mesma formação). Soma mais de trinta cosplays apresentados em diversos eventos.

### Cronologia:
- 1997: Vence o segundo lugar do primeiro evento de anime brasileiro aberto ao público, o Mangácon II;
- 1999 a 2002: Apresenta o concurso de cosplay do Animecon;
- 2004: Vence o Anime Friends em 1º lugar na categoria feminina com cosplay de Maria Antonieta, do mangá e anime Rosa de Versalhes; vence em 1º lugar o Circuito Cosplay, competição promovida pela Yamato Produções e Eventos; Participa da fundação do site Cosplay World;
- 2006 a 2009: Participa de todas as edições do World Cosplay Summit, formando dupla com Alessandra Fernandes;
- 2007: Participa da fundação do site Cosplayers.Net, do qual pede afastamento temporário no ano seguinte para poder participar de competições de cosplay sem comprometer a neutralidade do site;
- 2008: Juntamente com Alessandra Fernandes dá início ao grupo de teatro Cosplay Em Cena, que fez sua estréia no Anime Dreams 2008 com a peça de One Piece; Apresenta com o grupo de teatro uma esquete baseada na paródia de Harry Potter, Potter Puppet Pals no Anime Friends;
- 2009: No Anime Dreams, juntamente com o Cosplay em Cena apresenta o teatro cosplay de Cowboy Bebop

## Prêmios e Indicações
| 2013 | Prêmio                 | Trabalho Indicado           | Resultado |
| ---- | ---------------------- | --------------------------- | --------- |
| 2013 | Prêmio Ângelo Agostini | Melhor Roteirista do Brasil | Venceu    |